# سديم السرطان
سديم السرطان ويُعرف كذلك باسم مسييه 1 (بالإنجليزية: Messier 1)‏ (أو طبقا لـ الفهرس العام الجديد إن جي سي 1952) هو بقايا مستعر أعظم وسديم رياح نباض في كوكبة الثور. كان جون بفيس قد لاحظ هذا السديم سنة 1731، وتطابق موقعه المكتشف مع سجلات تاريخية تعود للعرب والصينيين والكوريين واليابانيين لموقع نجم لامع ظهر سنة 1054 . وتُفيد هذه السجلات أن النجم كان لامعًا لدرجة أنه بقي ظاهرًا في وضح النهار طيلة 23 يومًا، وفي الليل طيلة 653 يومًا. وهناك بعض الأدلّة التي تدعم ما قيل بأن شعبيّ «الميمبريس» و«الأناسازي» الأمريكيين الأصليين لاحظوا لمعان النجم وقاموا بتوثيق ذلك في إحدى رسوماتهم على الهضاب المحيطة بقراهم.
وتزيد طاقة هذا السديم المنبعثة على شكل أشعة سينية وأشعة غاما عن 30 كيلو إلكترون فولت (keV)، ويُعتبر سديم السرطان أقوى مصدر مستمر لهذه الطاقة في السماء حيث يَصل فيضه أيضاً إلى طاقة قدرها 1410 *5إلكترون فولت (eV). يبعد سديم السرطان نحو 6,500 سنة ضوئية عن الأرض. كما يَبلغ قطره حوالي 11 سنة ضوئية ويتمدد بسرعة تصل إلى نحو 1,500 كيلومتر في الثانية.
ويُوجد في مركز السديم نجم نيوتروني هو نباض السرطان، والذي يَبث إشعاعات نبضية مؤلفة من الأشعة السينية وأشعة غاما، ويَدور حول نفسه بسرعة 30.2 دورة في الثانية. سديم السرطان هو أول جرم سماوي عرف بأنه انفجار تاريخي لمستعر أعظم.
يُعَد سديم السرطان مصدرًا إشعاعيًّا لدراسة الأجرام السماوية التي يحتجب بها. في عقود 1950 و 1960 تمت دراسة هالة الشمس من خلال رصد الموجات الراديوية الصادرة من سديم السرطان عند مرورها خلال الهالة. وفي عام 2003، تم قياس سمك الغلاف الجوي للقمر تايتان - أحد توابع زحل - حيث تخللتها الأشعة السينية القادمة من السديم.

## النشأة
تتطابق نشأة السديم مع أرصاد الفلكيين الصينيين والفلكيين المسلمين حول رصد المستعر الأعظم م.أ 1054 في سنة 1045. أول من رصد سديم السرطان (في حالته السديمية) كان جون بفيس سنة 1731. ثم أعيد اكتشافه مرة أخرى بواسطة شارل مسييه سنة 1758 عندما كان يُراقب مذنباً. وقد وضعه مسييه كأول تصنيف له في مصنفه قائمة السديم وعناقيد النجوم. وفي سنة 1840 رصده ويليام بارسون من قلعة بير وأطلق عليه سديم السرطان لأن شكله يشبه السرطان.
تُشير السجلات التاريخية إلى ظهور نجم جديد يلمع في وقت النهار رُصد من قبل الفلكيين الصينيين والعرب ووُصف مكان تموضعه بشكل متطابق في السماء من قبل الطرفين. وبالنظر إلى البعد بينهما فإن نجم النهار الذي رصده العرب والصينيون كان لابد أن يكون مستعراً أعظم، قد استنفذ مؤونته الطاقية من الاندماجات النووية وانهار على نفسه.
يُشير التحليل الحالي للسجلات التاريخية باحتمال ظُهور المستعر الأعظم الذي وَلَدَ سديم السرطان في نيسان أو أيار. وارتفع قدره الظاهري ليَبلغ أعلى قيمة في تموز لتتراوح ما بين -7 و-4.5 (كان أكثر سطوعاً من أي شيء في السماء باستثناء الشمس والقمر). وبقي المستعر الأعظم مرئياً بالعين المجردة لمدة سنتين بعد أول رصد له. وبذلك أصبح سديم السرطان أول جرم سماوي مُثبت أنه نشأ بسبب انفجار مستعر أعظم.

## الخواص الفيزيائية

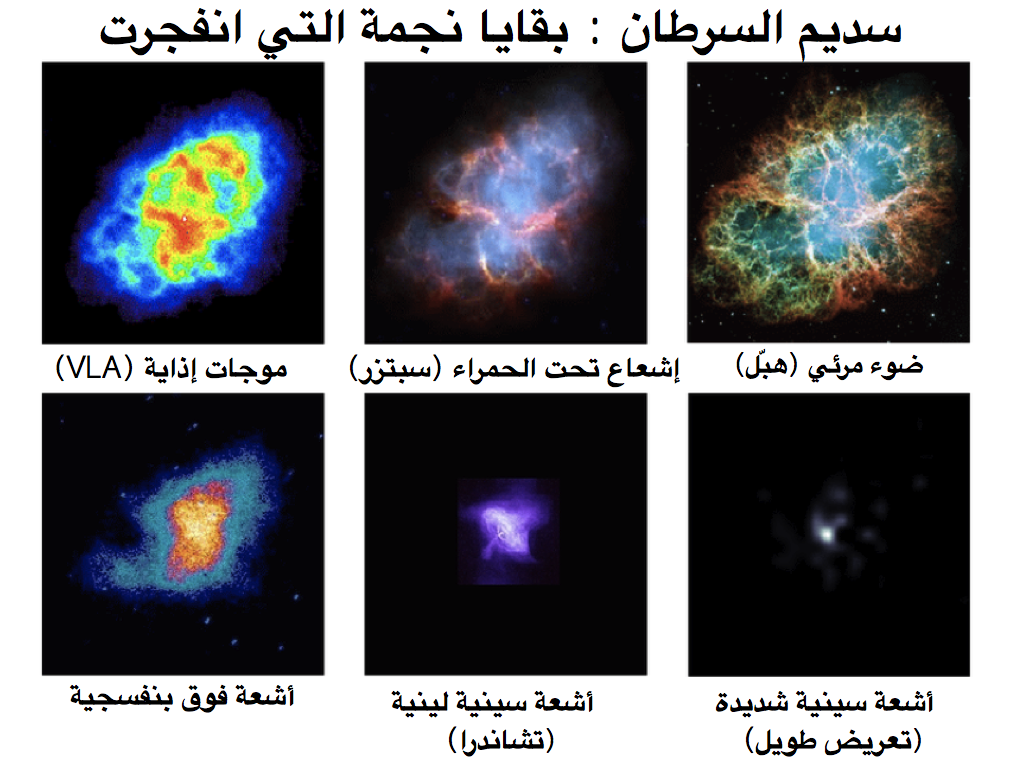
سديم السرطان بعدة طرق تصوير.

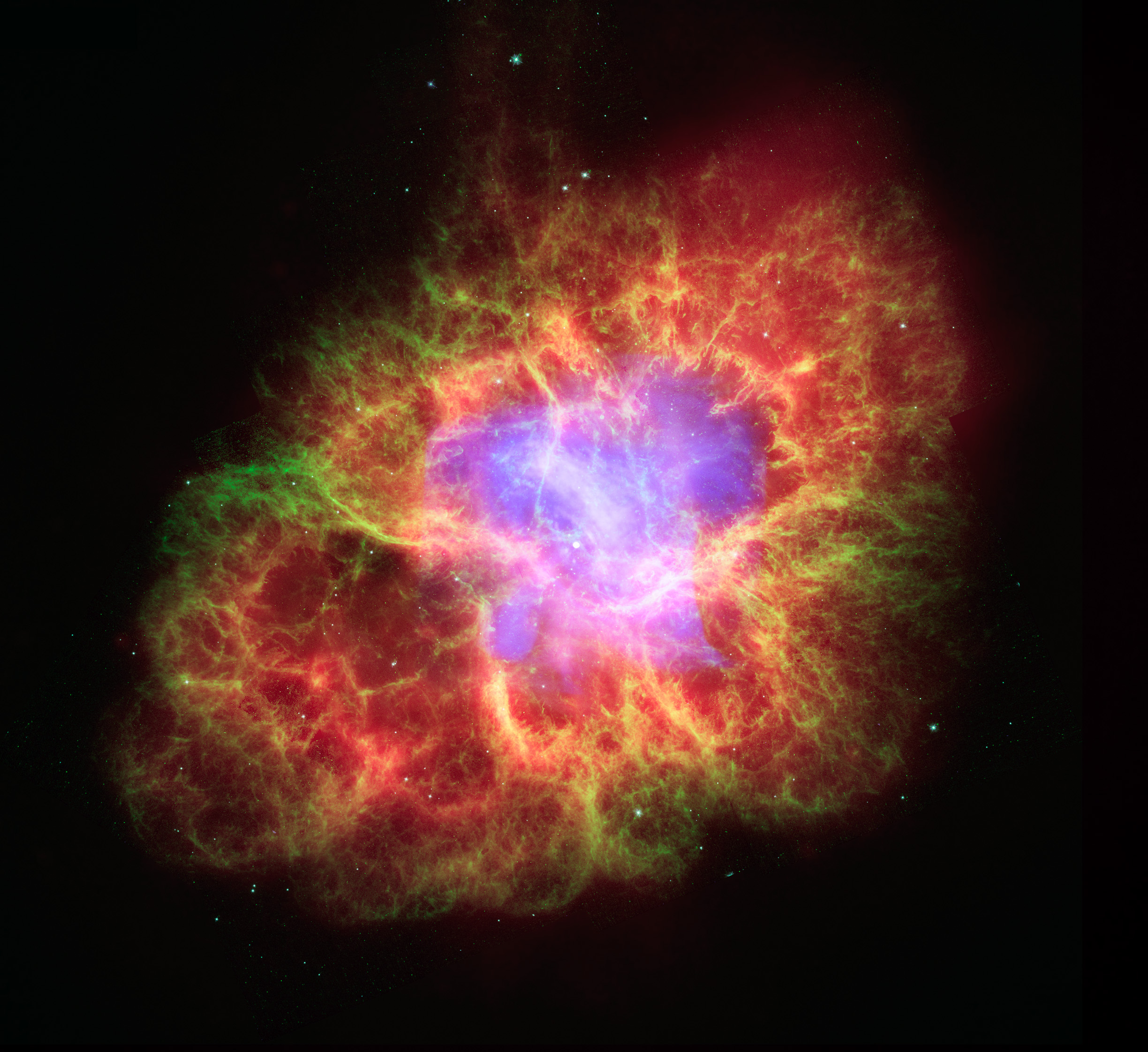
صورة مركبة لثلاث صور : صورة الأشعة تحت الحمراء (أحمر) من خلال مقراب سبيتزر الفضائي، صورة الضوء المرئي (أخضر)، وصورة الأشعة السينية (أزرق) لسديم «مسييه 1»، تبين مصادر إصدار تلك الإشعاعات من السديم.

يَبدو سديم السرطان في الضوء المرئي على أنه يتألف من تجمع واسع بيضوي - إهليجي - الشكل من الشعيرات يُحيط بمنطقة مركزية زرقاء، بعرض يبلغ 4 دقائق قوسية وطول 6 دقائق قوسية. يُعتقد أن شكله ثلاثي الأبعاد سيكون كروياً متطاولاً. الشعيرات هي بقايا الغلاف الجوي لسلف النجم المُنفجر، وتحتوي على كمية عالية من الهليوم والهيدروجين المتأين بالإضافة إلى الأكسجين والكربون والحديد والنتروجين والنيون والكبريت. تتراوح درجة حرارة الشعيرات ما بين 11,000 و 18,000 كلفن، أما كثافتها فحوالي 1,300 جزيء في السنتيمتر المكعب.
اقترح يوسف شيكلوفسكي سنة 1953 بأن منطقة الضوء الأزرق المُنتشرة نشأت نتيجة إشعاع سيكلوتروني، وهو الإشعاع الناتج عن تقوس حركة الإلكترونات عند تحركها بسرعة تعادل نصف سرعة الضوء. أكدت هذه النظرية بعد ثلاث سنوات بواسطة الرصد. اكتشف سنة 1960 أن مصدر انحراف مسار الإلكترونات هو حقل مغناطيسي كبير مُتولد نتيجة وُجود نجم نيتروني في مركز السديم
.

### البُعد

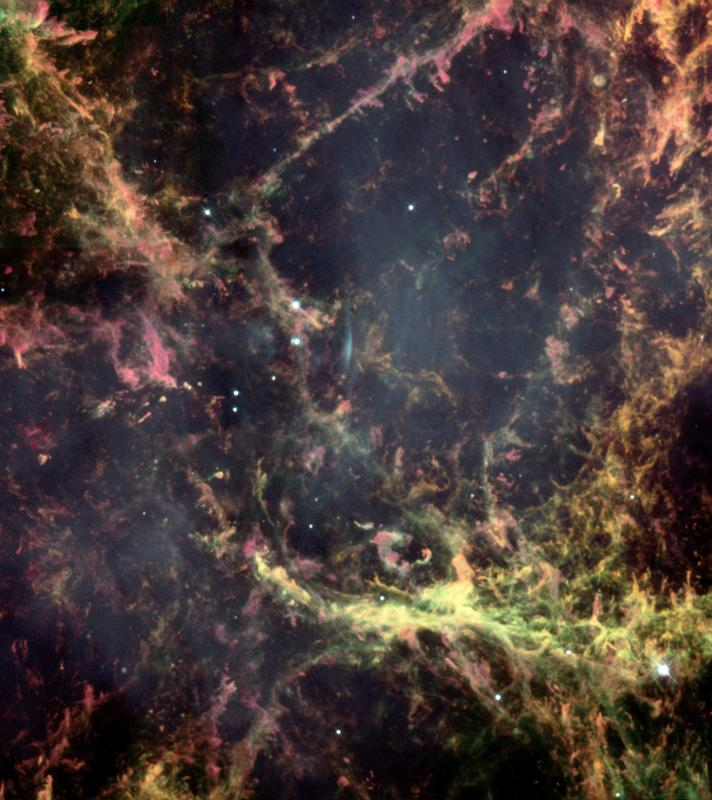
صورة لمنطقة صغيرة من سديم السرطان تظهر منظقة ريليه-تايلر غير المستقرة مُلتقطة بواسطة مرصد هابل الفضائي.

على الرغم من أن سديم السرطان محور مهم لمناقشات علماء الفلك، إلا أن المسافة التي تفصلنا عنه ما زالت سؤالاً مطروحاً. وذلك بسبب الشك في أساليب جميع الطرق المستخدمة في حساب المسافة. وُجد إجماع سنة 2008 على أن المسافة التي تفصل الأرض عن سديم السرطان تبلغ 2.0 ± 0.5 ألف فرسخ فلكي (6500 ± 1600 سنة ضوئية). يتمدد سديم السرطان حالياً نحو الخارج بسرعة 1500 كيلومتر في الساعة. وقد أخذت صور عديدة لهذا السديم على مر الكثير من السنين دون اكتشاف توسعه البطيء، تم تحديد سرعة التوسع بمقارنة زاوية التمدد مع التحليل الطيفي. استخدمت عدة طرق تحليلية سنة 1973 لحساب المسافة الفاصلة عن السديم لتصل في النهاية إلى نتيجة 6300 سنة ضوئية.
إن تتبع الأثر الذي تركه تمدد السديم يُلائم البيانات حول نشأة السديم في سنة 1054. مما يعني أن سرعته التمددية تسارعت منذ حدوث الانفجار، ويعتقد أن هذا التّسارع ناتج عن طاقة النابض المغذية لحقل السديم المغناطيسي.

### الكتلة
إن تقدير كتلة السديم الكلية أمر هام من أجل تقدير كتلة المستعر الأعظم الذي وَلدَ هذا السديم. وتقدر الكتلة الكلية في الشعيرات والنجم النباض بحوالي 4.6 ± 1.8 كتلة شمسية.

### الطارات الغنية بالهليوم
إحدى المكونات العديدة للسدم الطارات الغنية بالهليوم والتي يمكن رؤيتها في الشريط الشرقي -الغربي المتقاطع مع منطقة النباض. وتتكون الطارة بنسبة 25% من مقذوفات مرئية، وتبلغ نسبة الهيليوم فيها 95%. حتى الآن لا يُوجد تفسير مقبول وضع لتفسير تركيب الطارة.

## النجم المركزي
يُوجد نجمان خافتان في مركز سديم السرطان. وأحدهما هو النجم المسؤول عن وجود السديم. وقد حُدد لأول مرة سنة 1942 عندما لاحظ رودولف مينكوسكي طيفاً بصرياً كبيراً بشكل غير اعتيادي. وُجٍدت سنة 1949 منطقة كمصدر كبير للأمواج الإشعاعية، وللأشعة السينية سنة 1963، وحُدد كواحد من ألمع النجوم بأشعة غاما في السماء سنة 1967. اكتشف سنة 1968 أن هذا النجم يبعث إشعاعاته بشكل نبضي، ليكون أول نجم نباض مكتشف.

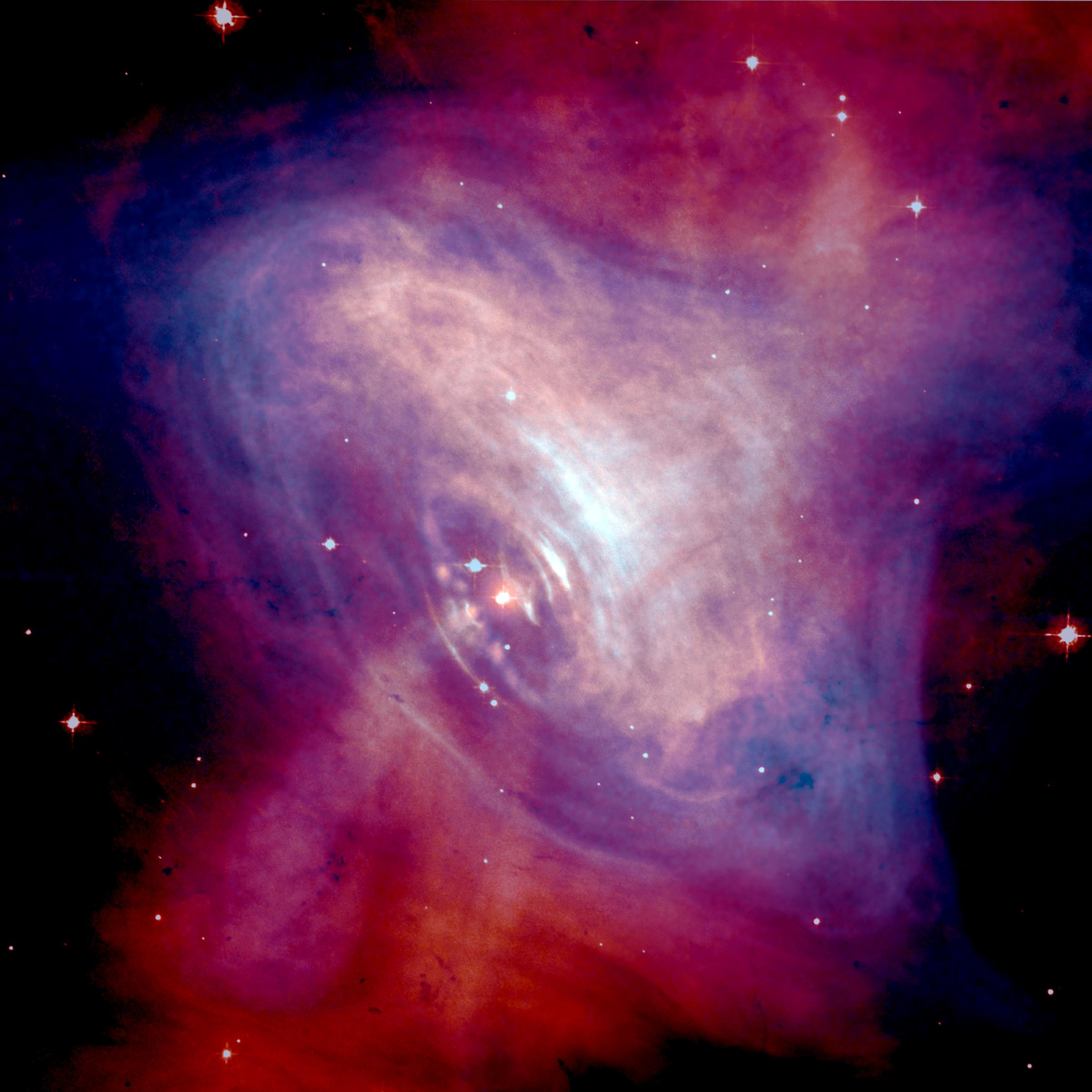
صورة النجم النباض، وتجمع هذه الصورة بين الأشعة تحت الحمراء الملتقطة بواسطة هابل (اللون الأحمر) والأشعة السينية الملتقطة بواسطة تلسكوب شاندرا الفضائي للأشعة السينية (اللون الأزرق).

النباض مصدر كبير للأشعة الكهرومغناطيسية، فهو يَبعث العديد من النبضات القصيرة المنتظمة كثيرًا في الثانية الواحدة. كان هذا الانبعاث مصدر لغز كبير عندما أٌكتشف لأول مرة سنة 1967، واعتبر الفريق الذي اكتشفه لأول مرة أن مصدر الانبعاثات هي حضارة متطورة متواجدة هناك. على أي حال فإن اكتشاف مصدر الإشعاعات النبضية في قلب السديم كان دليلاً على أن النباض تشكل نتيجة انفجار مستعر أعظم.
يُعتقد أن قطر نباض السرطان يتراوح بين 28 إلى 30 كيلومتر، ويُصدر نبضة إشعاعية كل 33 ميلي ثانية، ويكون طول الموجة النبضية على نحو الطيف الكهرومغناطيسي، من الأمواج الراديوية إلى الأشعة السينية. ومثل كل النباضات المعزولة فإن فترة الدوران تتباطأ تدريجياً. يُظهر تباطؤ فترة دوران النباض أحياناً تغيرات حادة، وتعرف باسم «الخلل»، ويُعتقد أن هذا ناتج عن إعادة التجميع المفاجئ داخل النجم النيوتروني. تعتبر كمية الطاقة الناتجة عن تباطؤ دوران النباض كمية هائلة. فطاقة الإشعاع السنكروتروني المنبعثة من سديم السرطان تملك ضياء كلياً يَبلغ 75,000 ضعف ضياء الشمس.
يؤدي خروج الطاقة العالي من النباض إلى إنشاء منطقة ذات ديناميكية عالية في مركز سديم السرطان. فتظهر الأجرام الفلكية ضمن هذه المنطقة تغيرات سريعة تمتد على مقياس زمني يَبلغ بضعة أيام فقط، في حين أن التغيرات على الأجسام الفلكية تتطور بشكل بطيء، تحدد على مقياس زمني يمتد لعدة سنين. أكثر التغيرات الديناميكة تحدث في السديم في النقطة التي تصطدم فيها الرياح الاستوائية للنباض مع كتلة السديم، مُشكلَة ما يُعرف بالموجة الصدمية. يتغير شكل وموضع هذه الملامح بسرعة، فالرياح الاستوائية تبدو كحزم رقيقة تنحني وتلمع ثم تتلاشى كلما ابتعدت عن النباض إلى أن تخرج من جسمه الرئيسي.

## سلف النجم المركزي

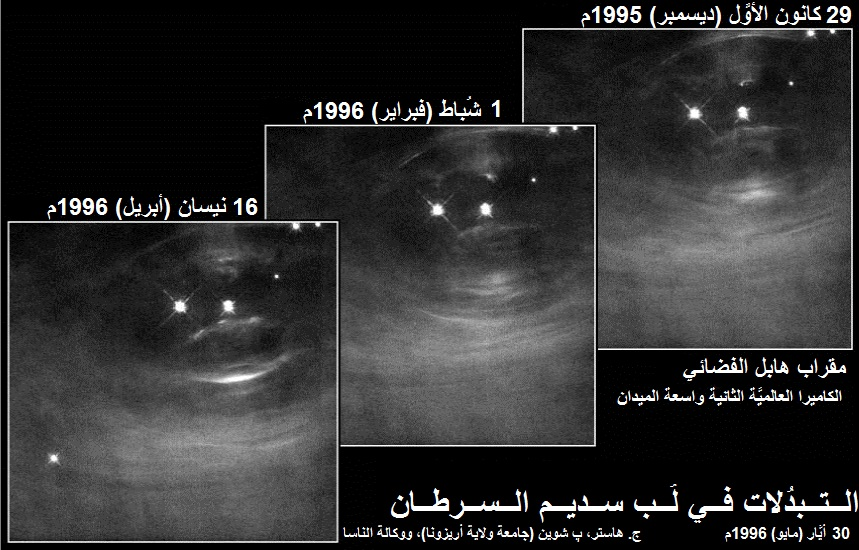
تظهر هذه الصورة الملتقطة بواسطة مرصد هابل تغيرات الملامح داخل السديم وهي متسلسلة على مدى أربع شهور.

يُشار إلى النجم الذي انفجر كمستعر أعظم بسلف المستعر الأعظم. يوجد نوعان من النجوم يُمكن أن يَنفجرا كمستعر أعظم: الأقزام البيضاء والنجوم عالية الكتلة. النوع الأول هو نجم كان قزماً أبيضاً بكتلة الشمس التقط مادة إضافية من نجم مجاور له إلى أن وَصلَ إلى كتلة حرجة هي حد شاندراسيخار مما أدى إلى انفجاره. أما النوع الثاني فهو نجم كان ذو كتلة كبيرة نفذ وقوده النووي لتتغلب قوى الجاذبية على ضغطه الداخلي فانهار على نفسه، فوصل إلى درجة حرارة استثنائية تسمح له بالانفجار. يُثبت وجود النباض في قلب سديم السرطان أنه تشكل في مركز انهيار المستعر الأعظم. كما أن الأقزام البيضاء لا تنتج نجوماً نباضة.
يقترح النموذج النظري لانفجار المستعر الأعظم، بأن النجم الذي انفجر مشكلاً سديم السرطان قد كان نجماً ضخم الكتلة تبلغ كتلته بين 9 إلى 11 ضعف كتلة الشمس. وطبقاً للنظرية فإن نجماً كتلته أقل من 8 أضعاف كتلة الشمس لا يمكن أن يتسبب بانفجار في صورة مستعر أعظم، وإنما تكون نهايته بتشكيل سديم كوكبي. أما النجوم ذات الكتلة الأكبر من 12 كتلة شمسية فهي تنتج سديماً له تركيب كيميائي مختلف عن تركيب سديم السرطان
.
إحدى أكبر المشكلات التي واجهت دراسة سديم السرطان أن كتلة السديم مع كتلة النباض أقل بكثير من الكتلة المتنبأ بها لكتلة النجم السلف، والسؤال الكبير الذي ما زال بدون حل هو أين ذهبت الكتلة المفقودة. يتم تقدير كتلة السديم من خلال قياس كمية الضوء الكلية المنبعثة، ليتم حساب كتلة السديم، ويعطي كلاً من درجة حرارة وكثافة السديم. بذلك أشارات التقديرات إلى أن كتلته تتراوح من 1 إلى 5 أضعاف كتلة الشمس، وتعتبر القيمة المقبولة من 2-3 أضعاف كتلة الشمس. وتتراوح كتلة النجم النيتروني بين 1.4-2 ضعف كتلة الشمس.
تفيد النظرية الأكثر قبولاً لتفسير النقص في كتلة سديم السرطان، بأن نسبة كبيرة من الكتلة قد نفذت قُبيل انفجار المستعر الأعظم من خلال رياح نجمية سريعة. وهذا سيشكل غلافاً حول السديم، وعلى الرغم من المحاولات المبذولة للكشف عن هذا الغلاف باستخدام مراقبات بأطوال موجية مختلفة، فلم يتم حتى الآن اكتشاف هذا الغلاف.

## عبور أجرام النظام الشمسي
يَقع سديم السرطان بميل مقداره 1.5 درجة عن مسار الشمس. ويعني هذا أن القمر وأحياناً الكواكب من الممكن أن تعبر أو تحجب السديم. على الرغم من أن الشمس لا تحجب السديم، لكن من الممكن أن تمر هالتها من أمامه. يُستخدم هذا العبور والاحتجاب لدراسة السديم والأجرام المارة أمامه، بمراقبة تغير الإشعاع الصادر عن السديم أثناء العبور.
استعمل العبور القمري لتحديد انبعاث الأشعة السينية من السديم. فقبل استخدام الأقمار الصناعية المزودة بتلسكوبات تقيس الأشعة السينية، كانت تستحدم تلسكوبات أرضية حساسة للأشعة السينية ولكن دقتها الزاوية كانت منخفضة. لكن عند عبور القمر أمام السديم يكون التوضع مناسباً جداً. ويمكن استخدام تغيرات الإضاء لرسم خرائط لانبعثات الأشعة السينية بألوان «كاذبة» مختلفة، يعبر كل لون عن أشعة سينية منخفضة الطاقة، أشعة سينية متوسطة الطاقة وأشعة سينية عالية الطاقة، حيث يصدر كل منها من موقع معين في السديم. فعند رصد أول أشعة سينية صادرة من السديم، استخدم احتجاب القمر لتحديد مصدر الأشعة بدقة.
تعبر هالة الشمس أمام السديم سنوياً في شهر حزيران (يونيو). تستخدم تغيرات الأمواج الراديوية المستقبلة من السديم في تحديد كثافة وتركيب الهالة. وقد أكدت الأرصاد الأولية أن هالة الشمس تمتد للخارج أكثر مما كان متوقعاً في السابق، وأكد الرصد الحالي أن كثافة الهالة تتغير كثيرًا.
من النادر أن يعبر زحل سديم السرطان، وقد كان آخر عبور كهذا في سنة 2003، في حين أن العبور الذي سبقه كان سنة 1296، وسيحدث العبور التالي سنة 2267. استخدم تلسكوب شاندرا الفضائي للأشعة السينية في مراقبة قمر زحل تايتان. ليكتشف أن ظل تيتان المرسوم بواسطة الأشعة السينية أكبر منه كجسم صلب، وذلك بسبب امتصاص غلافه الجوي للأشعة السينية. وقد استخدم هذا الرصد في حساب سماكة غلافه الجوي وتبين أنه يبلغ نحو 800 كيلومتر. ولن يستطيع تلسكوب شاندرا الفضائي للأشعة السينية مراقبة عبور زحل القادم لأنه سيمر خلال حزام فان آلن الإشعاعي في ذلك الوقت.

## امكانية مشاهدته
أفضل طريقة لرصد سديم السرطان من خلال التلسكوبات القادمة من أوروبا في أشهر الشتاء، حيث أنه بعيد عن الأفق: ذروة 10 درجات شرقًا في 4 يناير الساعة 11 مساءً.
. في التلسكوبات ذات الفتحة من 50  -75 ملم تظهر على شكل بقعة بيضاوية، من 130 ملم يمكن رؤية المزيد من الهياكل. تظهر الخيوط فقط في تلسكوب بفتحة 400 مم مع رؤية جيدة أفضل من ثانيتين قوسيتين. تؤكد المرشحات الطيفية لخط الأكسجين O-III على الهياكل ومرشحات الاستقطاب تكشف عن تأثيرات الاستقطاب المعقدة المتغيرة مكانيًا.
هناك تقارير عن رصد نبضات النجم النابض.

## اقرأ أيضاً
| - سديم الدجاجة الجارية - مجرة - قزم أبيض - سديم القلب | - عملاق أحمر - الانفجار العظيم - خط زمني للانفجار العظيم - سديم وسترهاوت 5 | - نجم نيوتروني. - ثقب أسود. - ذراع حامل رأس الغول. |

## وصلات خارجية
- سديم السرطان من موقع ESA/هابل.
- مسييه 1، صور لسديم السرطان تلسكوب شاندرا الفضائي للأشعة السينية.
- صفحة مقراب شاندرا حول سديم السرطان.
- صور لسديم السرطان من تلسكوب هابل الفضائي
- مسييه 1، سديم السرطان من موقع "سماء الليل.
- مسييه 1، سديم السرطان.
- مسييه 1 نبّاض السرطان في السديم / فيديو